# Managuasjön
Managuasjön (även kallad Xolotlánsjön, sp. Lago de Managua eller Lago Xolotlán) är en insjö i Nicaragua. Sjön täcker en yta av 1,051 km² vilket gör den till den näst största insjön i landet, bara Nicaraguasjön är större. Maxdjupet i sjön är på ca 20 meter, medeldjupet är dock inte mer än ungefär 9,5 meter. Sjön fick sitt nuvarande namn av de spanska erövrarna. Delvis eftersom Nicaraguas huvudstad, Managua ligger vid sjöns sydvästra kust.

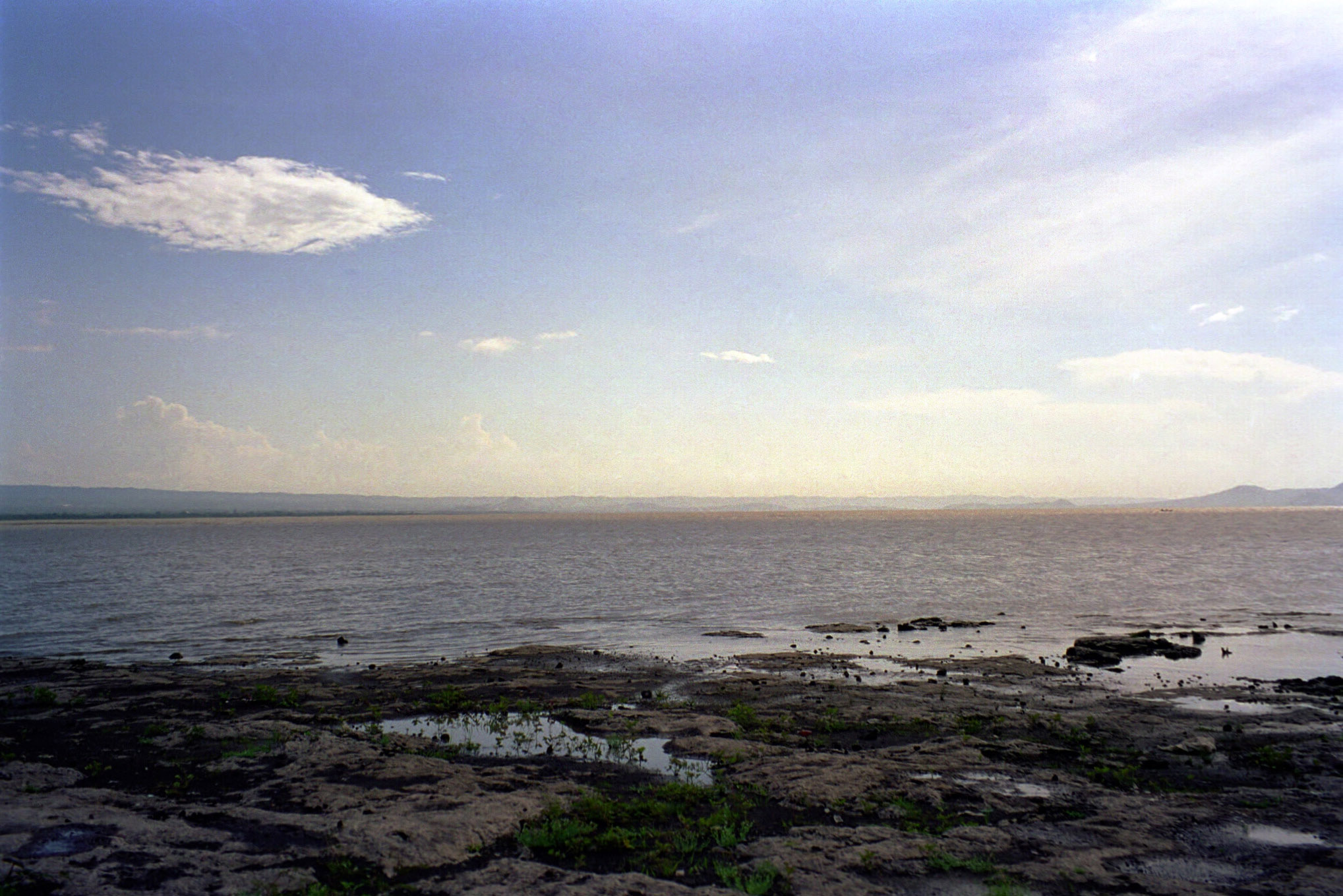
Managuasjön, fotot är taget ifrån staden Tipitapa.

Under 1998 steg sjön ca 3 meter när Orkanen Mitch passerade. Detta ledde till att många människor som levde mycket nära sjön förlorade sina hem. 
Genom Tipitapafloden binds de Managuasjön samman med Nicaraguasjön. Däremot kan ingen fisk eller heller tjurhajarna i Nicaraguasjön flytta till Managuasjön, detta på grund av de stora föroreningarna i den sistnämnda sjön.

## Föroreningar
Sjön har genom åren blivit allvarligt förorenad, bland annat under 1950-talet då kameraföretaget Eastman Kodak dumpade kvicksilver i sjön. På senare tid har det även runnit ut en stor mängd avloppsvatten i sjön. Trots det så lever en del fattigt folk vid kusten fortfarande på fisk ifrån sjön. Under 2007 sanerades dock sjön på skräp och en stor hamn nära Managua byggdes. Nu finns det en sightseeingbåt, La Novia de Xolotlán som kör sightseeingturer runt sjön när det finns tillräckligt mycket turister.

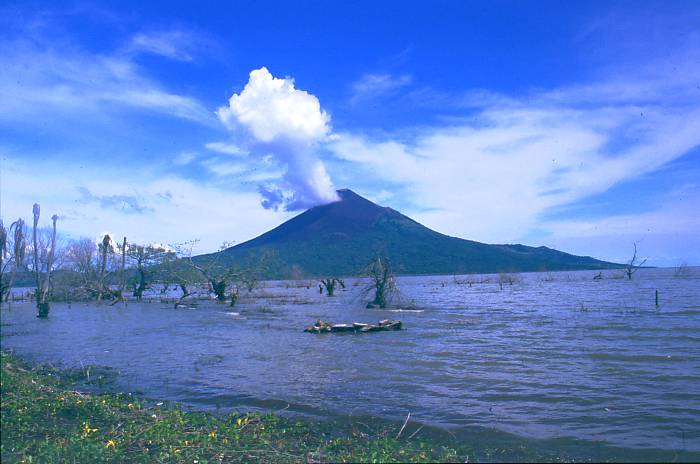
Vulkanen Momotombo vid sjöns västra strand.